# Tim Brabants
Pour les articles homonymes, voir Brabants.
Tim Brabants (23 janvier 1977 à Chertsey) est un kayakiste anglais pratiquant la course en ligne.

## Palmarès

### Jeux olympiques de canoë-kayak course en ligne
- 2008 à Pékin,  Chine
  -  Médaille d'or en K-1 1000 m
  -  Médaille de bronze en K-1 500 m

- 2000 à Sydney,  Australie
  -  Médaille de bronze en K-1 1000 m

### Championnats du monde de canoë-kayak course en ligne
- 2010 à Poznań,  Pologne
  -  Médaille d'argent en K-1 1000 m

- 2007 à Duisbourg,  Allemagne
  -  Médaille d'or en K-1 1000 m
  -  Médaille d'argent K-1 500 m

- 2006 à Szeged,  Hongrie
  -  Médaille d'argent K-1 1000 m

### Championnats d'Europe de canoë-kayak course en ligne
- 2008 à Milan  Italie
  -  Médaille d'or en K-1 1000 m